# Ranuccio 1. Farnese af Parma
Ranuccio 1. Farnese (28. marts 1569 – 5. marts 1622) var den fjerde hertug af det lille hertugdømme Parma i Norditalien fra 1592 til 1622. Han tilhørte slægten Farnese og var søn af Alessandro Farnese i hans ægteskab med Maria af Portugal.